# Mark Ella
Mark Gordon Ella (Sídney, 5 de junio de 1959) es un entrenador y exjugador australiano de rugby que se desempeñaba como apertura. Es hermano de los también jugadores de rugby Glen Ella y Gary Ella.
Ella fue el primer aborigen australiano en ser nombrado capitán de un seleccionado nacional. Es considerado el mejor apertura que dio su país en la historia y uno de los mejores del Mundo a pesar de que tuvo una carrera relativamente corta, retirándose voluntariamente a los 25 años de edad y desde 2013 es miembro del World Rugby Salón de la Fama.

## Biografía
Comenzó a jugar rugby a los 12 años en su escuela secundaria, junto a sus hermanos Glen (gemelo) y Gary. Posteriormente se inscribirían en el club Randwick DRUFC y los tres hermanos debutarían en primera división, serían convocados a los Junior Wallabies y luego a la selección nacional, pero el distinto era Mark.
Impactó al mundo del rugby cuando anunció su retiro en 1984, a la edad de 25 años. Nunca dio sus razones por la decisión, pero se comentó que fue por sus diferencias con el entrenador nacional Alan Jones, quien incluso amenazó con expulsarlo del equipo. Tampoco continuó jugando en su club porque no disfrutaba del bajo nivel de juego de la liga local y los siguientes tres años le llegaron ofertas de equipos de Rugby League, que eran profesionales, pero las rechazó todas.
Tras su retiro uno de sus mejores amigos, David Campese que jugaba profesionalmente en Italia, convenció al Amatori Milano para que contratara a Ella como entrenador de backs. El exjugador aceptó y estuvo en el cargo de 1988 a 1990, año en que asumió el cargo de primer entrenador y mantuvo hasta 1995.
Su retiro prematuro con 25 años y que lo privó de disputar la Copa del Mundo de Rugby, lo lista junto a la tenista argentina Gabriela Sabatini (26 años) y al futbolista alemán Sebastian Deisler (27 años) que se retiraron como promesas de sus respectivos deportes.
Actualmente ejerce su profesión de licenciado en mercadotecnia y sigue ligado al rugby, siendo regularmente consultado. En 2018 sugirió que el Super Rugby permita a los equipos australianos contratar jugadores neozelandeses, como la forma ideal para que el nivel rugbístico de su país suba.

## Selección nacional
Fue convocado por primera vez a los Wallabies, con 20 años en junio de 1980 para enfrentar a los All Blacks por el tercer partido de la Copa Bledisloe 1980, Ella marcó un drop para la victoria 13–9, así el equipo ganó la serie 2–1 y el trofeo de forma consecutiva por primera vez en la historia. En total jugó 25 partidos y marcó 78 puntos, productos de 6 tries, 8 penales, 3 conversiones y 8 drops.

### Tour a Europa 1981–1982
En octubre de 1981 partió de gira al Reino Unido e Irlanda. Los Wallabies solo vencieron al XV del Trébol (partido que curiosamente Ella no jugó) y perdieron todos los demás, debido al desastroso tour, el entrenador Bob Templeton debió renunciar.

### Nueva Zelanda 1982
En 1982 fue nombrado capitán del equipo para la Copa Bledisloe 1982 y mantuvo el cargo hasta su retiro. Nueva Zelanda obtuvo el trofeo tras ganar la serie 2–1, Ella no marcó puntos ya que el pateador fue el fullback Roger Gould.

### Nueva Zelanda 1984
En la Copa Bledisloe 1984 Ella volvió a ser el pateador de su seleccionado, marcó 34 puntos (incluido un try) pero sin embargo, los All Blacks ganaron la serie 2–1 y retuvieron el trofeo. Estos fueron los últimos partidos que jugó contra los de negro.

### Tour a Europa 1983
En 1983 como parte de la gira de los Wallabies 1983 compitieron una vez contra la Azzurri (victoria 7–29) y dos ante Les Bleus, empatando un partido y perdiendo el restante. Ella marcó 10 puntos productos de un try y dos drops.

### Grand Slam del '84
Su última participación fue en la gira por Europa de 1984 donde los Wallabies lograron el Grand Slam y Ella marcó un try en cada uno de los cuatro partidos. La leyenda comenzó cuando los australianos vencieron a Inglaterra 3-19, en el segundo partido contra Irlanda triunfo 9-16, la tercera cita fue una abultada victoria contra los dragones rojos por 9-28 dónde los backs oceánicos se lucieron y terminó en Edimburgo con la victoria australiana. Hasta 2018 sigue siendo el último Grand Slam de los Wallabies.

## Técnica
Según el jugador británico Eddie Butler y los australianos David Campese, Michael Cheika, Roger Gould, Michael Lynagh y Simon Poidevin, Ella fue el mejor jugador que presenciaron. Pero para el mundo del rugby en general, Ella se ubica como el tercer mejor apertura de los años 1980, tras el sudafricano Naas Botha y el argentino Hugo Porta, sin embargo se considera que el australiano fue el más completo de los tres y supera a los dos en la habilidad de manos, juego de cintura y lectura del campo.
Ella se caracterizó por sus habilidades sublimes de manejo de la pelota y su mentalidad de ataque, lo que lo diferenció del resto de aperturas que la historia dio. En lugar de defensas que buscan poner nervioso al apertura, Ella cambió la ecuación presionando a los defensores; jugaba de una forma tan plana que sus rivales quedaban obligados a tomar decisiones bajo presión y al estar tan cerca de su medio scrum, en general a una distancia no mayor de tres metros, le acercaba el flanco abierto, agraviaba el juego y siempre se lo encontraba como apoyo.

## Palmarés
- Campeón de la Copa Bledisloe de 1980.
- Campeón del Australian club championship de 1982 y 1983.
- Campeón del Campeonato Nacional de Excelencia de 1990–91, 1992–93 y 1994–95.
- Campeón del Trofeo de Excelencia de 1995.